# Óleo de linhaça

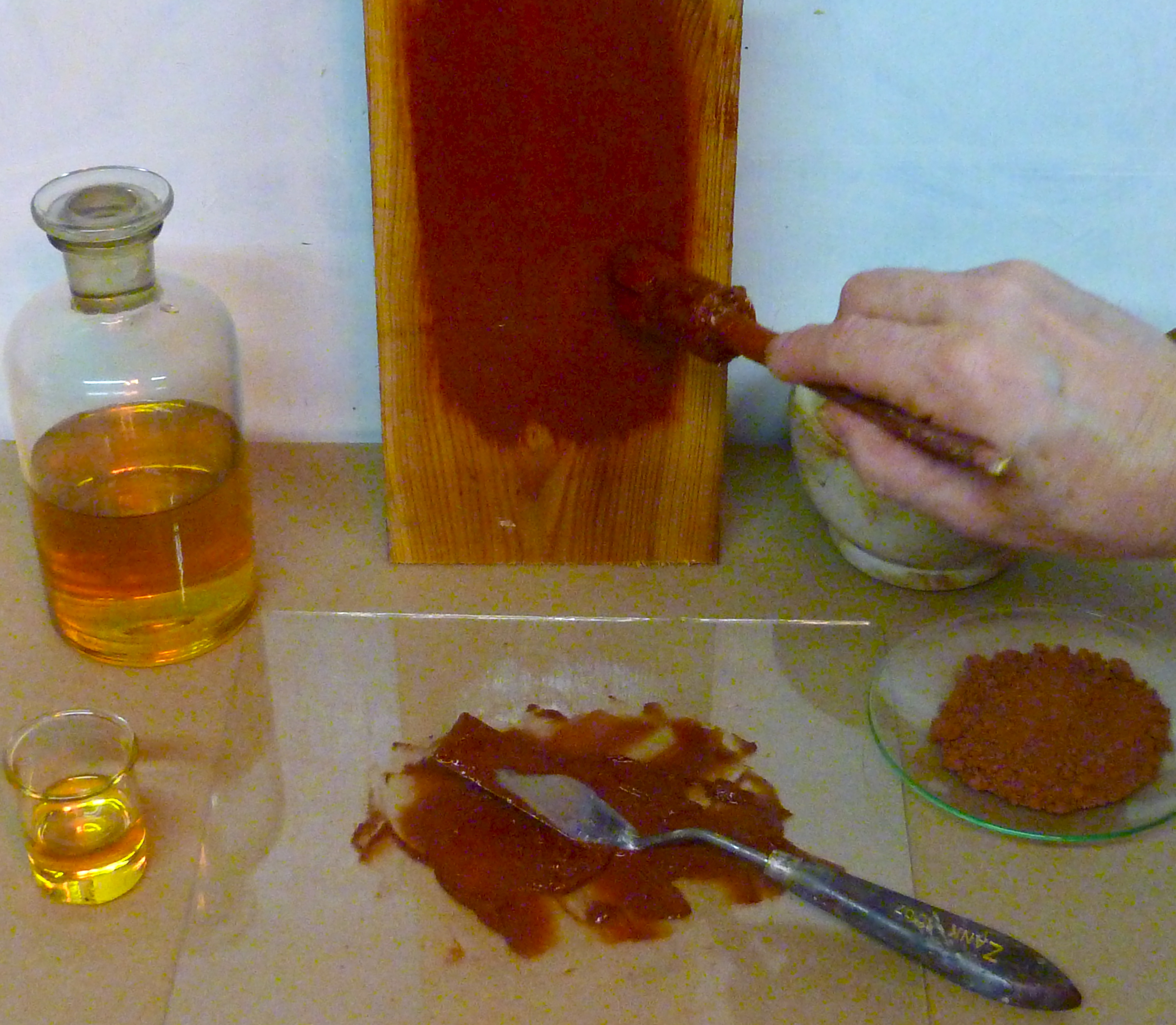
Óleo de linhaça (à esquerda) sendo misturado com pigmento (à direita) para produção de tinta

O óleo de linhaça é um óleo extraído da linhaça, a semente do linho (Linus usitatissimum) de cor alaranjada e rico em Ômega 3, que é um importante agente antioxidante. O óleo possui propriedades medicinais como o combate à halitose, regulação do sistema digestivo e redução do colesterol. Também é importante para a regulação hormonal em mulheres através da lignana, que é semelhante ao estrógeno e imita sua ação no organismo.
Na composição do óleo, ácidos graxos saturados variam de 6-11%, oleico 13-29%, linoleico 17-30%, e linolênico 47-55%, o que faz, do óleo de linhaça, um dos mais ricos em ácidos graxos essenciais.
O óleo produzido a partir da prensagem mecânica a frio é destinado ao consumo humano e ao consumo de animais de raça ou de competição. Já o óleo obtido a partir da prensagem mecânica associada à extração com solventes orgânicos pode ser utilizado para fins industriais em geral, na fabricação de tintas, vernizes e resinas, sabões, borrachas sintéticas, linóleo, cosméticos para tratamento de pele etc. 
Existem diferentes técnicas que possibilitam a extração do óleo de linhaça, dentre elas a extração por solvente orgânico, extração a frio (prensagem mecânica), extração por arraste a vapor, extração subcrítica e extração supercrítica. Industrialmente, utiliza-se a prensagem mecânica ou a combinação da prensagem seguida pela extração por solvente para conseguir uma maior extração de óleo.